# Lemnalia madagascarensis
Lemnalia madagascarensis är en korallart som beskrevs av Verseveldt 1969. Lemnalia madagascarensis ingår i släktet Lemnalia och familjen Nephtheidae. Inga underarter finns listade i Catalogue of Life.